# Brassavola glauca
Brassavola glauca es una especie de orquídea epifita del género Brassavola. Se encuentra en México, Guatemala y Honduras, donde por las noches llena el aire con las fragancias de su perfume parecido a los cítricos. Esta especie últimamente se ha reclasificado como Rhyncholaelia glauca.

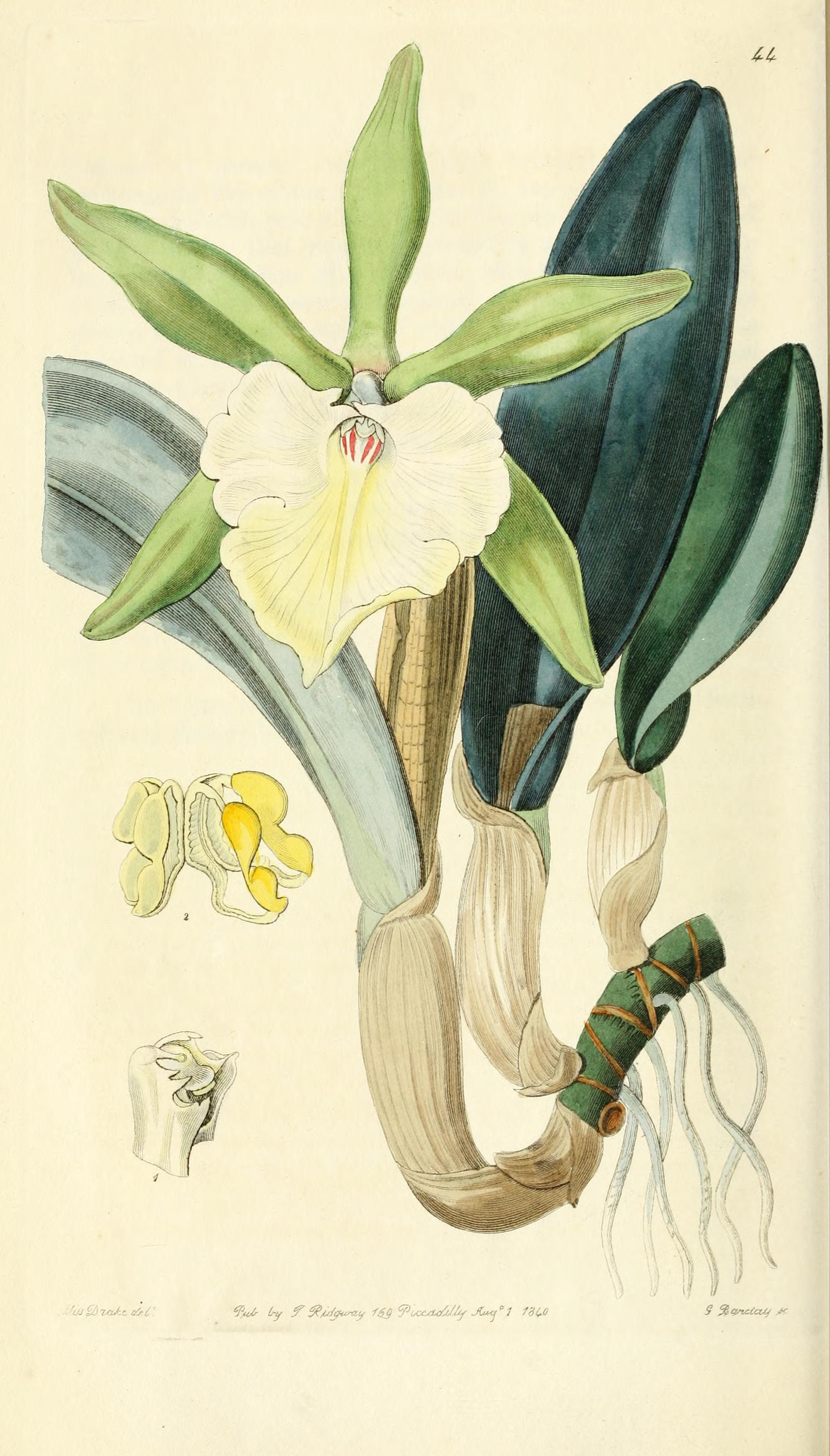
ILustración

## Distribución y hábitat
Se encuentra en las tierras tropicales de México, en Honduras y Guatemala en bosques de montaña hasta una altitud de 1500 m s. n. m.

## Descripción
Especie epifita muy próxima a Cattleya, con la que solo se diferencia en el número de polinia que en esta especie es de 12 que son desiguales.  Los tallos son normalmente cortos.
Los pseudobulbos de unos 6 a 30 cm de longitud, son estrechos con forma de lapiceros, y están claramente separados.

Cada pseudobulbo desarrolla una hoja cérea y aspecto de cuero de unos 20 cm de longitud.
La inflorescencia es una sola flor con unos sépalos y pétalos largos y estrechos de color blanco o verde pálido. El labelo de color blanco o crema forma un tubo que abraza rodeando por la parte superior a la columna, en la garganta presenta puntos púrpura.  El extremo del labelo con forma trapezoidal es muy ancho.
Florece en primavera, verano. Es planta muy dura y fácil de cultivar, a la que le gusta la luz intensa y aguanta bien la sequía.

## Taxonomía
Brassavola glauca fue descrita por João Barbosa Rodrigues y publicado en The Genera and Species of Orchidaceous Plants 2: 161. 1881.
Etimología
Ver: Brassavola
glauca: epíteto latino que significa "glauco".
Sinonimia
- Rhyncholaelia glauca (Lindl.) Schltr. (1918)
- Bletia glauca (Lindl.) Rchb.f. (1862)
- Laelia glauca (Lindl.) Benth. (1880)